# Viva María!
Viva María! es una película francesa con coproducción italiana, dirigida por Louis Malle, con Brigitte Bardot, Jeanne Moreau y George Hamilton.
La acción se desarrolla en algún lugar de la América Central a principios del siglo XX.

## Sinopsis
Filmado en su mayoría en exteriores de México, para ser más precisos en el parque nacional Molino de Flores Nezahualcóyotl y Amecameca, Estado de México. El film cuenta la historia de María II (Brigitte Bardot), la hija de un terrorista irlandés que acaba de perder a su padre, que se encuentra con María I (Jeanne Moreau), una cantante de circo, en el interior de un país imaginario de América Latina, en 1907. María II decide ser parte del circo con María I y cuando las dos hacen un número de canto, accidentalmente inventan el estriptis, lo que torna el circo famoso.
Durante sus aventuras en el circo, por casualidad conocen a un líder revolucionario (George Hamilton) socialista y las dos terminan por ser las líderes de una revolución contra el dictador local.

## Elenco
- Brigitte Bardot
- Jeanne Moreau
- George Hamilton
- Claudio Brook
- Paulette Dubost
- Gregor von Rezzori
- Carlos López Moctezuma
- Poldo Bendandi
- Esther Castillo
- José Baviera
- José Ángel Espinosa

## Premios
- Jeanne Moreau y Brigitte Bardot compitieron al BAFTA como mejor actriz extranjera en la categoría de comedia por Viva María!. Moreau conquistó el premio.[1]